# Gadaranahalli, Kanakapura
Gadaranahalli là một làng thuộc tehsil Kanakapura, huyện Ramanagara, bang Karnataka, Ấn Độ.